# Pico de la Reina María
El pico de la Reina María (oficialmente en inglés: Queen Mary's Peak) es la mayor cumbre de la isla de Tristán de Acuña, en el océano Atlántico Sur. Tiene una elevación de 2062 metros sobre el nivel del mar. Lleva el nombre de María de Teck, la reina consorte del rey Jorge V. Es el punto más alto del territorio británico de ultramar de Santa Elena, Ascensión y Tristán de Acuña y del océano Atlántico Sur. Es un pico ultraprominente.
La montaña es el pico del enorme volcán en escudo que forma la isla. Con 300 metros de ancho, el cráter de la cumbre limita el pico, y contiene un lago en forma de corazón. Este lago se congela normalmente durante el invierno, y las laderas superiores del volcán también se cubren de nieve.
La erupción histórica y única registrada ocurrió en 1961 en un respiradero en la costa norte de la isla. La comunidad de la isla tuvo que ser evacuada.
El pico de la Reina María fue utilizado por los marineros de la ruta entre Europa y el océano Índico y más allá como una ayuda a la navegación. En el siglo XVII la Compañía Británica de las Indias Orientales encargó a los capitanes navegar a través de Tristán. En 2004, Ellen MacArthur avistó el pico en su circunnavegación récord del mundo.

## Subiendo a la cima
El primer intento conocido de escalar el pico fue en 1793 por el naturalista francés Louis Marie Aubert Du Petit-Thouars, pero no tuvo éxito. Sin embargo en esta expedición fueron recogidos y catalogados cientos de plantas. En enero de 1817 se hizo la primera ascensión exitosa al pico. Hoy en día, en el pico de la Reina María se realizan subidas que pueden tomar de 5 a 10 horas, dependiendo de la capacidad del andador. Se autoriza la caminata y ascenso sólo si van acompañados de un guía local.
El Pico de la reina María es el nombre comercial de la tela tricotada, que se produce en la isla y se exporta a Nueva Zelanda.